# Castéra-Loubix
Castéra-Loubix è un comune francese di 54 abitanti situato nel dipartimento dei Pirenei Atlantici nella regione della Nuova Aquitania.

## Società

### Evoluzione demografica
Abitanti censiti